# 德克薩斯理工大學
德克萨斯理工大学（縮寫為TTU，也常譯為德州理工大學），是一所位于美国德克萨斯州拉伯克市的研究型大学，学校成立于1923年2月10号，最初称为德克萨斯技术学院(Texas Technological College）, 1969年，改名為德州理工大學(Texas Tech University）。学校占地7.44平方千米，共有学生35,893名，学生总数在德克萨斯州众多高校中位列第七。依據美國卡內基高等教育基金會（Carnegie Classification of Institutions of Higher Education）的大學分類，德州理工大學被歸類為R1研究型大學「最高度的研究活動」（R1: Doctoral Universities - Highest Research Activity）及Tier One研究型大學。

## 學院
德州理工大學目前擁有10個college，2個school：
- 農工學院（College of Agricultural Sciences & Natural Resources）
- 建築學院（College of Architecture）
- 文理學院（College of Arts & Sciences）
- 管理學院（Jerry S. Rawls College of Business Administration）
- 教育學院（College of Education）
- 工學院（Edward E. Whitacre Jr. College of Engineering）
- 人文學院（College of Human Sciences）
- 大眾傳播學院（College of Mass Communications）
- 遠距教學學院(College of Outreach & Distance Education）
- 視覺表演藝術學院（College of Visual & Performing Arts）
- 研究生學院（Graduate School）
- 法學院（School of Law）

此外，德州理工大學系統位於德州理工大學主校區旁設有德州理工大學醫學中心(TTUHSC），雖然此醫學中心是與主校區分開的獨立機構，但是兩校區共同合作提供聯合學位(joint degrees）。
德州理工大學醫學中心(TTUHSC）目前有4個schools:
- School of Allied Health Sciences
- School of Biomedical Sciences
- School of Medicine, Nursing

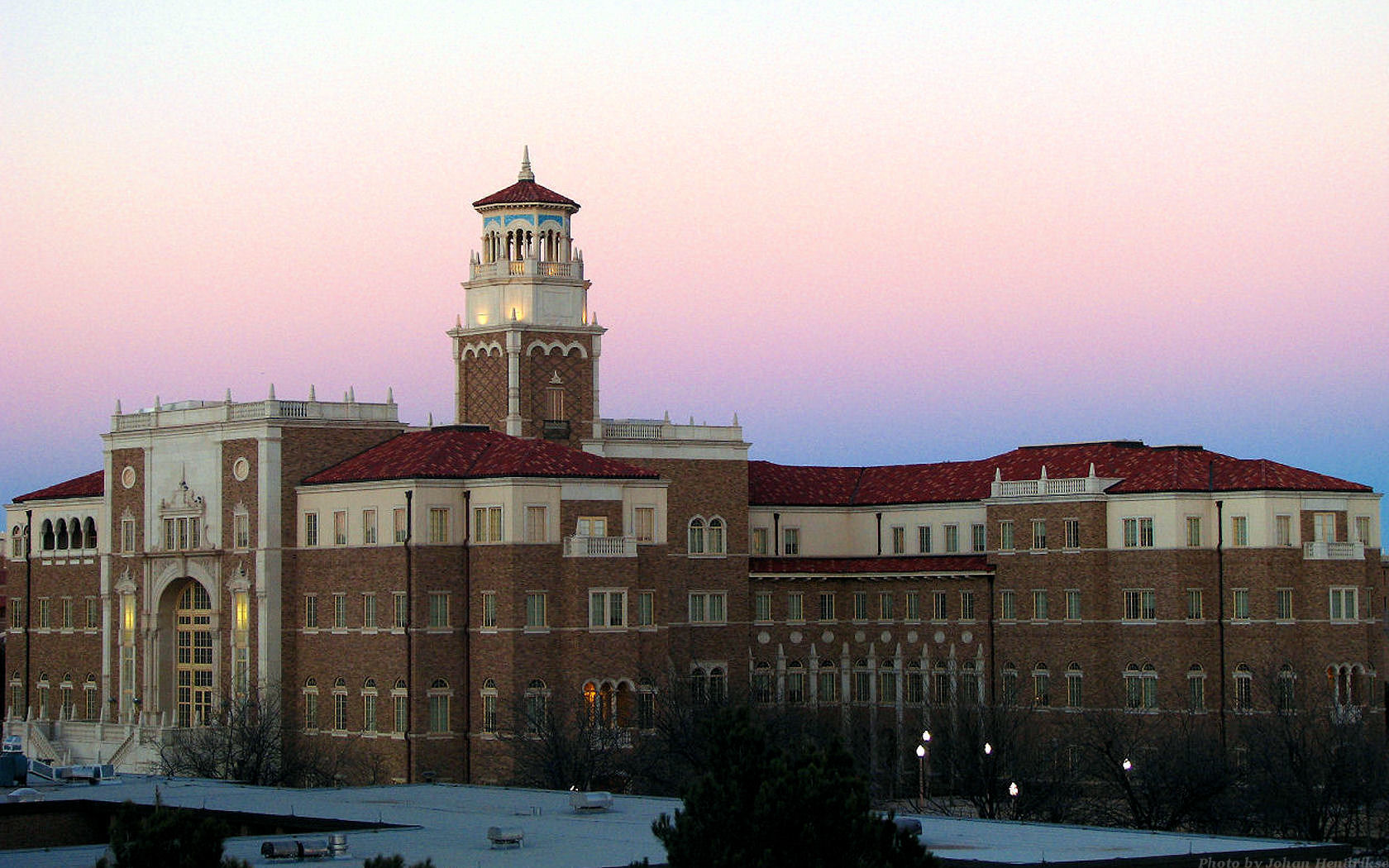
德州理工大學英文和哲学大楼

- School of Pharmacy

## 校園文化

### 運動
德州理工大學目前隸屬於NCAA第一級的12大聯盟的南區。擁有17支校隊，除了女籃稱為Lady Raiders以外，所有隊伍皆為Red Raiders。
女籃為唯一一支曾經贏得全美冠軍的隊伍，在當時的總教練Marsha Sharp和明星球員Sheryl Swoopes率領下，奪得1993年美國大學女籃總冠軍。目前總教練為Kristy Curry，在2006年3月30日從Marsha Sharp手中接下總教練職務。
美式足球是人氣最旺的運動。至今已經參加過32個盃賽，在全美排第19名。從12大聯盟在1996年成立至今，德州理工是聯盟中唯一一所每個球季的勝場數贏過敗場數的學校。目前總教練為Mike Leach，自2000年執教至今，戰績為76勝39敗。
男籃目前由名教頭鲍勃·奈特的兒子Pat Knight擔任總教練。鲍勃·奈特在2001年接下德州理工男籃的總教練到2008季中宣布退休，總戰績138勝82敗，曾在2004-2005球季打進到季後賽甜蜜十六強，並在2008年1月16日拿到個人生涯第900場勝利。

### 傳統
德州理工大學擁有許多重要傳統：

學校徽標：Double T

- 聖誕點燈（Carol of Lights）：每年的聖誕佳節，學校都會舉辦這個盛大的點燈儀式。此儀式從1959年開始舉行，2008年總共使用了25,000顆燈泡。
- Fight Song：一首幾乎每場體育競賽都會演奏、令人熱血沸騰的歌曲。
- Guns Up：一種猶如比著一把槍的手勢。此手勢是為了回應德州大學的牛角手勢而發明。
- Double T :Double T 是德州理工大學最常見的標誌。

## 著名校友

### 學生
- Rick Husband：太空人，亦是哥倫比亞號太空梭的指揮官。在2003年2月1日哥倫比亞太空梭爆炸時不幸罹難。
- Sheryl Swoopes：WNBA球員。代表美國拿過三屆奧運冠軍(1996年, 2000年, 2004年），獲選三屆WNBA MVP(2000年, 2002年, 2005年），並曾率領德州理工女籃贏得NCAA總冠軍(1993年）。
- Edward Whitacre, Jr.：前AT&T董事長及執行長，工學院以他命名。
- Andy Fickman：美國好萊塢導演
- Richard E. Cavazos：前美國陸軍司令
- Lauro Cavazos：前美國教育部長
- 田溯宁：中國網絡先驅 前中國網通總裁
- John Denver：約翰·丹佛 － 美國著名鄉村音樂家
- Patrick Mahomes：國家美式足球聯盟 堪薩斯酋長隊四分衛

### 教職員
- 鲍勃·奈特：前德克薩斯理工大學男籃總教練。生涯勝場數為全美大學男籃總教練第一名(902-371），並在1991年入選籃球名人堂。
- Mike Leach：現任美式足球總教練。校史季後賽最多勝總教練。
- Marsha Sharp：前女籃總教練。1993年指揮女籃贏得全美大學女籃總冠軍，並在2003年入選女子籃球名人堂。美國美國82號公路行經拉伯克之路段，以她命名(Marsha Sharp Freeway）。

## 外部連結
- 官方网站
- 德克薩斯理工大學的Facebook專頁
- 德克薩斯理工大學的X（前Twitter）
- YouTube上的
- 德克薩斯理工大學的Instagram帳戶